# Vàskino
Vàskino (en rus: Васькино) és un poble del krai de Perm, a Rússia, que forma part del raion de Gaini. El 2010 tenia 26 habitants.